# Огіївська сільська рада (Ружинський район)
Огіївська сільська рада — колишня адміністративно-територіальна одиниця та орган місцевого самоврядування у Білилівському, Ружинському і Попільнянському районах Бердичівської округи, Вінницької й Житомирської області Української РСР та України з адміністративним центром у с. Огіївка.

## Населені пункти
Сільській раді були підпорядковані населені пункти:
- с. Огіївка

## Населення
Відповідно до перепису населення СРСР, станом на 17 грудня 1926 року, чисельність населення ради становила 1 646 осіб, з них, за статтю: чоловіків — 754, жінок — 892, етнічний склад: українців — 1 538, росіян — 7, євреїв — 40, поляків — 61. Кількість господарств — 368, з них несільського типу — 11.
Відповідно до результатів перепису населення СРСР, кількість населення ради, станом на 12 січня 1989 року, становила 765 осіб.
Станом на 5 грудня 2001 року, відповідно до перепису населення України, кількість мешканців сільської ради становила 663 особи.

## Склад ради
Рада складалася з 12 депутатів та голови.

### Керівний склад сільської ради
| ПІБ                             | Основні відомості                                                         | Дата обрання | Дата звільнення |
| ------------------------------- | ------------------------------------------------------------------------- | ------------ | --------------- |
| Маленький Олександр Миколайович | Сільський голова, 1961 року народження, освіта, безпартійний              | 26.03.2006   | 31.10.2010      |
| Маленький Олександр Миколайович | Сільський голова, 1961 року народження, освіта вища, член народної партії | 31.10.2010   |                 |

Примітка: таблиця складена за даними джерела

## Історія
Створена 1923 року в с. Огіївка Білилівської волості Бердичівського повіту Київської губернії.
Станом на 1 вересня 1946 року та 1 січня 1972 року сільська рада входила до складу Ружинського району Житомирської області, на обліку в раді перебувало с. Огіївка.
Виключена з облікових даних 17 липня 2020 року. Територію та населені пункти ради, відповідно до розпорядження Кабінету Міністрів України № 711-р від 12 червня 2020 року «Про визначення адміністративних центрів та затвердження територій територіальних громад Житомирської області», включено до складу Ружинської селищної територіальної громади Бердичівського району Житомирської області.
Входила до складу Білилівського (7.03.1923 р.), Ружинського (27.03.1925 р., 4.01.1965 р.) та Попільнянського (30.12.1962 р.) районів.